# Oreolalax multipunctatus
Oreolalax multipunctatus es una especie de anfibio perteneciente a la familia Megophryidae.

## Distribución geográfica
Es endémica de la provincia de Sichuan (China).

## Estado de conservación
Se encuentra amenazada de extinción debido a la pérdida de su hábitat natural.